# Gustav Lange
Gustav Lange (Schwerstedt, 13 d'agost de 1830 – Wernigerode, 20 de juliol de 1889) fou un compositor alemany. Les seves obres estan en la seva majoria escrites per a piano, les quals pugen al número de 260 aproximadament, entre nocturns, melodies, rondós, etc., havent assolit molt d'èxit aquestes produccions. També va escriure obres d'un gènere més elevat, contant-se entre elles un quintet per a instruments de vent. Igualment va publicar diverses transcripcions de lieder de Mendelssohn i Franz Schubert, fetes amb molt d'art.